# Sistema de Demarcació del Territori Públic

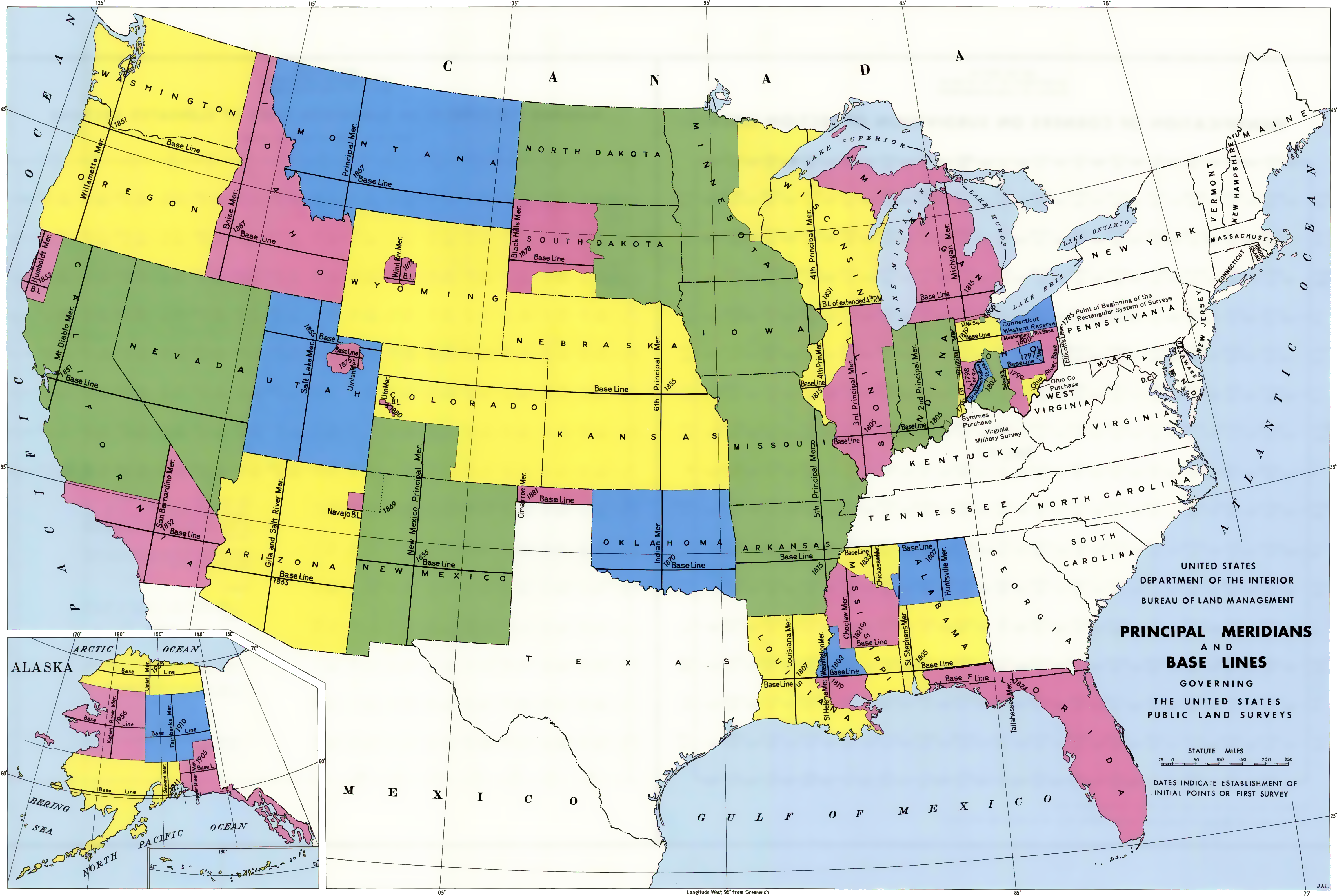
Aquest mapa del BLM de 1988 mostra els principals meridians i línies de base utilitzats per a la demarcació d'estats (acolorits) que segueix el PLSS.

El Sistema de Demarcació del Territori Públic (en anglès, Public Land Survey System, PLSS) també anomenada Malla de Jefferson per ser proposada inicialment per Thomas Jefferson, és el mètode de demarcació territorial o agrimensura desenvolupat i utilitzat als Estats Units per definir, distribuir i repartir la propietat del terreny per a la seva venda i assentament. També és conegut als Estats Units com el Rectangular Survey System (Sistema Agrimensor Rectangular).
Va ser creat per l'Ordenança de Terres de 1785 per topografiar i avaluar les terres cedides als Estats Units pel Tractat de París el 1783, després del final de la Revolució Americana. Començant el mateix 1785 amb els Set Ranges a l'actual Ohio, el PLSS s'ha utilitzat com a mètode agrimensor principal als Estats Units des de llavors. Després de l'aprovació de l'Ordenança del Nord-oest el 1787, l'Agrimensor General dels EUA va començar a definir les terres al Territori del Nord-oest. L'Agrimensor General es va fusionar més tard amb l'Oficina General de Terres, que més tard es va convertir en part de l'Oficina de Gestió de Terres (Bureau of Land Management-BLM) dels EUA. Avui dia el BLM controla la definició de fites i de límits territorials, així com la venda i la liquidació de terres adquirides pels Estats Units.

## Història

Mapa de creixement territorial, 1775

Territori del nord-oest, 1787.

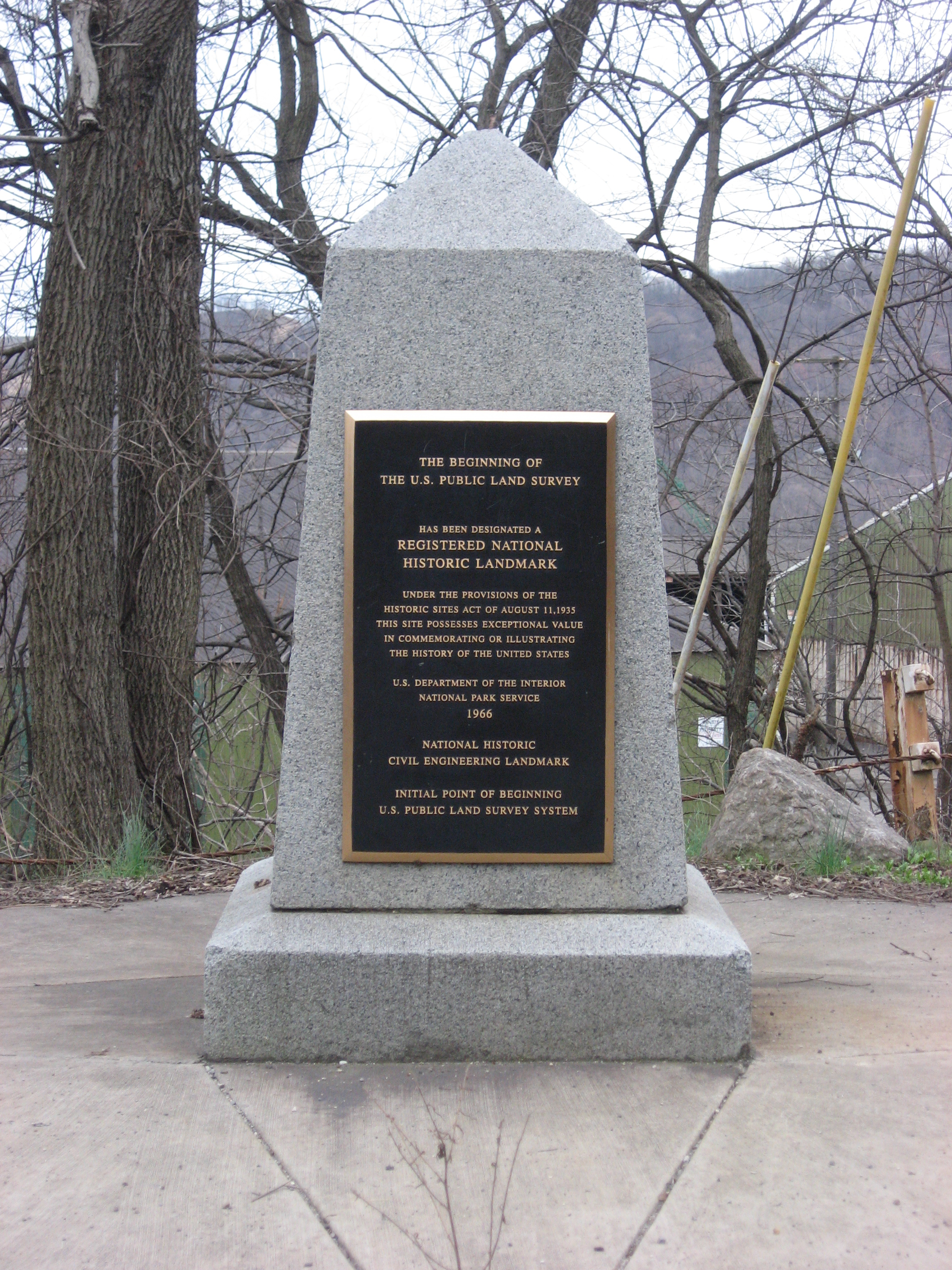
Monument que marca la fita inicial de referència del PLSS

Proposat originalment per Thomas Jefferson per crear una nació de "agricultors autosuficients", el PLSS va començar poc després de la Guerra d'Independència dels Estats Units, quan el govern federal es va fer responsable de grans extensions de terra a l'oest dels tretze estats originals. El govern volia tant repartir terres als soldats de la guerra per recompensar els seus serveis, com vendre terres com una forma de recaptar diners per a la nació. Abans que això pogués succeir, calia fer un reconeixement del terreny i agrimensurar-lo.
Abans que s'adoptés l'Ordenança de la Terra de 1785, les propietats a les colònies es definien mitjançant el sistema britànic demetes and bounds, on els límits de la propietat estaven definits per la geografia i la topografia locals, com passava a la resta d'Europa, on com a Catalunya, encara és habitual trobar-hi descripcions del tipus: “Des la riba del torrent a vint passes del mas, fins al roure de can Mates…” 
Però confiar en la topografia natural per definir la propietat del territori té els seus defectes. Els arbres moren i els rius canvien de curs. A més, Thomas Jefferson, que es convertiria en el tercer president dels Estats Units dues dècades més tard, es va adonar que aquest enfocament no serveix en grans extensions. Així que va proposar el sistema de graella. No només era més fàcil i lògic, sinó que permetia al govern parcel·lar i vendre terres als inversors sense que realment fos necessari visitar el lloc.
La idea de Jefferson es va adoptar l'any 1785, i dos-cents anys més tard encara l'està utilitzant el govern federal per estudiar la terra. L'Ordenança del sòl de 1785 que se'n va derivar marca l'inici del Sistema Públic d'Agrimensura. El Congrés de la Confederació estava profundament endeutat després de la Declaració d'Independència. Amb poc poder fiscal, el govern federal va decidir utilitzar la venda dels Territoris Occidentals per pagar el deute de guerra. El PLSS s'ha ampliat i modificat lleugerament mitjançant Cartes d'instrucció i Manuals d'instrucció, emesos per l'Oficina General de Terres i l'Oficina de Gestió de Terres i continua en ús a la majoria dels estats a l'oest de Pennsilvània, al sud de Florida, Alabama i Mississipi, a l'oest fins a l'oceà Pacífic i al nord a l'Àrtida a Alaska.

### Orígens
Les colònies originals (incloent els seus derivats Maine, Vermont, Tennessee, Kentucky i West Virginia) van continuar el sistema britànic de metes and bounds després de la independència. Aquest sistema descriu les línies de propietat basades en marcadors locals i límits dibuixats per humans, sovint basats en la topografia.
Particularment a Nova Anglaterra, aquest sistema es va complementar amb parcel·les urbanes. El sistema de metes and bounds es va utilitzar per descriure una ciutat de forma generalment rectangular, 4 a 6 milles (6.4 a 9.7 km) de costat. Dins d'aquest límit, es va mantenir un plànol o planxa que mostrava tots els lots o propietats individuals.
En el Tractat de París de 1783 que reconeixia els Estats Units, Gran Bretanya també va reconèixer els drets nord-americans a la terra al sud dels Grans Llacs i a l'oest del riu Mississipi. El Congrés Continental va aprovar l'ordenança de terres de 1785 i després l'ordenança del nord-oest el 1787 per controlar l'enquesta, venda i assentament de les noves terres. Les 13 colònies originals van donar les seves terres occidentals a la nova unió, amb el propòsit de donar terres a nous estats. Aquests inclouen les terres que van formar el Territori del Nord-oest, Kentucky, Tennessee, Alabama i Mississipi. L'estat que més va cedir va ser Virgínia, l'àrea original del qual incloïa la major part del Territori del Nord-oest i Kentucky. Part de les terres occidentals van ser reclamades per més d'un estat, especialment al nord-oest, on parts van ser reclamades per Virgínia, Pennsilvània i Connecticut, els tres dels quals havien reclamat terres fins a l'oceà Pacífic.

### Aplicació
Les primeres campanyes sota el nou sistema rectangular van ser a l'est d'Ohio en una zona anomenada Seven Ranges. El punt d'inici de l'Enquesta de terres públiques dels EUA es troba en un punt de la frontera entre Ohio i Pennsilvània entre East Liverpool, Ohio i Ohioville, Pennsilvània, actualment dins de propietat privada. Un marcador històric nacional que commemora el lloc es troba al costat d'una carretera estatal, exactament 1,112 peus (339 m) al nord de la punta.
Ohio va ser agrimensurat en diverses subdivisions principals, descrites col·lectivament com les Ohio Lands, cadascuna amb el seu propi meridià i línia de base. La topografia primerenca, especialment a Ohio, es va realitzar amb més rapidesa que cura, amb el resultat que molts dels municipis i seccions més antics varien considerablement respecte de la seva forma i àrea prescrites al disseny global de la malla.
A mesura que s’avançava cap a l'oest, la precisió va esdevenir més important que la venda ràpida, i el sistema es va simplificar establint una línia principal nord-sud (meridià principal) i una línia est-oest (base) que controlen les descripcions d'un o més estats sencers. Per exemple, el meridià de Willamette serveix tant a Oregon com a Washington. Les línies de comtat segueixen sovint les línies de la malla jeffersoniana, de manera que hi ha molts comtats rectangulars al Midwest i l'Oest americans.

## Regions que no formen part del PLSS
El sistema s'utilitza d'una manera o una altra a la majoria del país, però grans parts utilitzen altres sistemes. El territori sota la jurisdicció de les Tretze Colònies en el moment de la independència no va adoptar el PLSS, a excepció de la zona que esdevingué el Territori del Nord-oest i alguns dels estats del sud. Aquest territori comprèn Geòrgia, Connecticut, Delaware, Kentucky, Maine, Maryland, Massachusetts, Nou Hampshire, Nova Jersey, Nova York, Carolina del Nord, Pennsilvània, Rhode Island, Carolina del Sud, Tennessee, Vermont, Virgínia i Virgínia de l'Oest. Les antigues terres cherokee a Geòrgia utilitzen el terme «secció» (Section) com a designació de la terra, però no defineixen la mateixa àrea que la secció utilitzada pel PLSS. Maine utilitza una variant del sistema a parts encara indefinides de l'estat. Parts de Texas, l'oest de Nova York, el nord-oest de Pennsilvània, l'oest de Geòrgia, l'oest de Kentucky, l'oest de Tennessee i el nord de Maine utilitzen sistemes estatals de definició de propietats similars al PLSS.
Altres excepcions importants del PLSS són:
- Califòrnia, abans de convertir-se en Estat de la Unió el 1850, només va ser topografiada de manera grollera amb els límits de les concessions de terres espanyoles i mexicanes, els anomenats ranchos. Des de ser estat el PLSS es va utilitzar per transaccionar terres governamentals.
- Geòrgia va topografiar les terres centrals i occidentals restants en una quadrícula de terrenys. La majoria van ser agrimensurades entre 1819 i 1821 immediatament després de la cessió de totes les antigues terres espanyoles als EUA.
- Hawaii va adoptar un sistema basat en el sistema natiu del Regne de Hawaii vigent en el moment de l'annexió.
- Louisiana reconeix les primeres descripcions franceses i espanyoles anomenades arpents, particularment a la part sud de l'estat, així com les descripcions del PLSS.
- Alabama reconeix les divisions territorials de l'època espanyola, especialment prop de la costa.
- Nou Mèxic utilitza el PLSS, però té diverses àrees que conserven els límits originals del domini espanyol i mexicà. Aquestes prenen la forma de cessions de terres similars a les zones de Texas i Califòrnia. Com una extensió, hi ha algunes concessions de terres mexicanes basades a Nou Mèxic al centre sud de Colorado.
- El districte militar de Virgínia d'Ohio es va agrimensurar mitjançant el sistema de metes and bounds. Les zones del nord d'Ohio (la reserva occidental de Connecticut i el districte militar dels Estats Units) van ser topografiades amb un altre estàndard, de vegades anomenat municipis de l'Agrimensor del Congrés, que són cinc milles (8 km) a cada costat en lloc de l'estàndard de sis milles implementat pel PLSS. Per tant, hi ha 25 trams per municipi, en lloc de 36.
- Texas té un híbrid del seu propi sistema inicial, basat en les concessions de terres espanyoles, i una variació del PLSS.
- Wisconsin tenia un assentament francès abans del PLSS a les zones de Green Bay i Prairie du Chien. Tots dos tenen petites quantitats de parcel·les franceses típicament llargues i estretes (“long lots”) al llarg d'algun front aquàtic.
- Michigan tenia un assentament francès abans del PLSS al llarg dels rius Detroit i St. Clair, i prop de Sault Ste. Marie, Marquette i Ypsilanti. Tots aquests són exemples dels "long lots" francesos.
- Parts de Washington, Oregon, Idaho i Wyoming es van definir com a «Reclamacions de Terres de Donació». Algunes es van establir abans del meridià de Willamette, i els establerts després sovint estaven mal agrimensurats i no es corresponien amb el PLSS.

## Disseny i execució de la Malla jeffersoniana

Il·lustració del sistema de l'Atles Nacional

### Termes d'ús habitual
- Part alíquota : referència concisa i jeràrquica d'un terreny, en la qual s'afegeixen successives subdivisions d'alguna àrea més gran al començament de la referència. Per exemple, SW1/4 NW1/4 S13, T1SR20E es refereix al quart sud-oest del quart nord-oest de la secció 13 de Township 1 South Range 20 East (una parcel·la de 40 acres).
- Línia de base (base line o baseline): paral·lel de latitud, referenciat i establert des d'un punt inicial designat, sobre el qual es basen tots els estudis rectangulars en una àrea definida.
- BLM : Bureau of Land Management, l'agència successora de l'Oficina General de Terres
- Cadastral : Referent als límits de parcel·les.
- Cantonada: el punt d'intersecció de dues línies d'aixecament reals o potencials, que defineixen una cantonada d'una parcel·la rectangular.
- Parcel·la (Lot) : subdivisió d'una secció que no és una part alíquota de la secció, però que es designa per separat. Moltes són normalment de forma irregular i la seva superfície és diferent de la de les parts alíquotes regulars.
- Punt inicial : el punt de partida d'una agrimensura; el punt d'intersecció del meridià principal i la línia base en una regió determinada.
- Concessió de terres : Històricament, una concessió de terres és una àrea de territory a la qual el títol va ser conferit per un govern predecessor, generalment anglès/britànic, espanyol o mexicà, i confirmat pels tribunals federals dels Estats Units després que el territori fos adquirit pels Estats Units.
- Monumentació: Col·locació i/o senyalització d'objectes físics per marcar punts i línies de prospecció.
- Prospecció original: la primera agrimensura oficial del govern en una zona determinada. Llevat que es demostri frau, l'agrimensura original és legalment vàlida i vinculant, independentment dels errors topogràfics o de prospecció que s'hagin pogut produir. Tota subdivisió, venda, etc. posterior ha de procedir de la prospecció original. Als Estats Units, la majoria de reconeixements topogràfics originals es van fer sota contracte amb l'Oficina General de Terres.
- Meridià principal (Principal Meridian, PM): un meridià veritable que passa per un punt inicial, que juntament amb la línia de base formen el marc de referència de nivell més alt per a tots els estudis rectangulars en una àrea determinada. A continuació es mostra la llista de tots els meridians principals.
- Domini públic (territorial) : Terra propietat i gestionada pel govern federal. Sinònim de terrenys públics. Els parcs nacionals i els boscos nacionals són avui una gran part del domini públic. El domini públic original incloïa les terres que van ser cedides al govern federal pels tretze estats originals i àrees adquirides a les tribus índies natives o potències estrangeres.
- Interval (Range, Rng, R): mesura de la distància a l'est o a l'oest des d'un meridià principal de referència, en unitats de sis milles.
- Secció : Un bloc de terreny d'aproximadament una milla quadrada. Hi ha 36 seccions en un municipi d'enquesta.
- Població (Township, Twp, T): una parcel·la quadrada de terreny de 36 milles quadrades, o una mesura de la distància al nord o al sud des d'una línia de referència de referència, en unitats de sis milles.
- Testimoni : Qualsevol marcador o fita col·locat a terra que marque o representi algun altre objecte proper o lloc d'importància per a la topografia, com ara un racó. Per exemple, un arbre de coixinets és el testimoni d'un racó d'enquesta.

### Disseny
La prospecció topogràfica de qualsevol àrea regional, com ara un estat o diversos estats, és un procés en diversos passos. En primer lloc, s'estableixen dues línies de control: una línia de base que va d'est a oest i un meridià principal que va de nord a sud. Les ubicacions dels dos estan determinades per un punt inicial escollit prèviament, on s'originen i, per tant, es tallen. A continuació, a un interval de distància definit, normalment de 24 o 30 milles (48 km) segons l'any i la ubicació, s'estableixen paral·lels estàndard de latitud, paral·lels a la línia de base. El meridià, la línia de base i els paral·lels estàndard així establerts formen una malla sobre la qual es basa tota la resta. El treball posterior divideix el terreny en poblacions d'estudi d'aproximadament 36 milles quadrades (93 km2) o 6 milles (9.7 km) de costat. Això es fa mitjançant l'establiment de línies de població i rangs. Les línies de població van paral·leles a la línia de base (est-oest), mentre que les línies de rang van de nord a sud; cada una s'estableix a intervals de 6 milles. Finalment, les poblacions se subdivideixen en 36 seccions d'aproximadament 1 milla quadrada (640 acres; 2.6 km2) i seccions en quatre quarts de seccions de 0.25 milles quadrades (160 acres; 0.65 km2) cada una. La intersecció d'una línia de població (o línia de base) amb una línia de rang (o meridià principal) constitueix una cantonada de població, d'una línia de secció amb qualsevol altre tipus de línia una cantonada de secció i un punt a mig camí entre dues cantonades de secció qualsevol d'un quart de cantonada. El govern federal sol agrimensurar només a aquest nivell de quart de secció. La subdivisió de parcel·les més petites es dur a terme posteriorment per topògrafs privats després de la venda original.
Com que el disseny topogràfic és bidimensional (rectangular), mentre que la terra en realitat és tridimensional (aproximadament esfèrica), s'han de fer ajustaments a les zones terrestres periòdicament per evitar l'acumulació d'errors. No totes les seccions poden tenir una milla quadrada ni totes les poblacions poden tenir exactament 36 milles quadrades. Més concretament, totes les línies que van de nord a sud (totes les línies de rang i la meitat de totes les línies de secció), igual que amb el meridià principal, s'estableixen sempre amb referència al nord geodèsic veritable. Però és una impossibilitat física de complir aquesta condició i mantenir al mateix temps una quadrícula de terra rectangular, perquè aquestes línies convergeixen al pol nord.
Aquests ajustaments es fan a dues escales diferents. A petita escala (dins d'una població o township) es fa iniciant les prospeccions topogràfiques seccionals («subdivisions» de la població) a l'angle sud-est i avançant progressivament cap a l'angle nord-oest. L'algoritme utilitzat és moure's cap al nord per establir les sis seccions més orientals (i quarts de seccions), després moure's cap a l'oest a intervals d'una milla, paral·lel al límit oriental de la població, repetint aquest procés, fins que s'arribi al costat oest de la població. El resultat d'això és que els nivells de seccions més al nord i més a l'oest, 11 en total, poden desviar-se d'una milla quadrada, però les altres 25 seccions (la més al sud-est) no poden. Aquest mètode s'adapta al problema de la curvatura dins d'una població i també permet els errors comesos durant l'aixecament —que eren gairebé inevitables a causa de la dificultat física del treball i de l'equip ooc sofisticat utilitzat— sense comprometre excessivament la naturalesa rectangular bàsica del sistema sencer.
A l'escala més gran de poblacions múltiples, els paral·lels estàndard es van desenvolupar en l'establiment de la línia de base, de manera que l'amplada de les poblacions no disminueix contínuament a mesura que la quadrícula avança cap al nord (i, de fet, és la raó principal del seu establiment). Així, les correccions per a la curvatura de la terra existeixen a dues escales espacials separades: una escala més petita dins de les poblacions i una escala més gran entre diverses poblacions i dins de paral·lels estàndard.

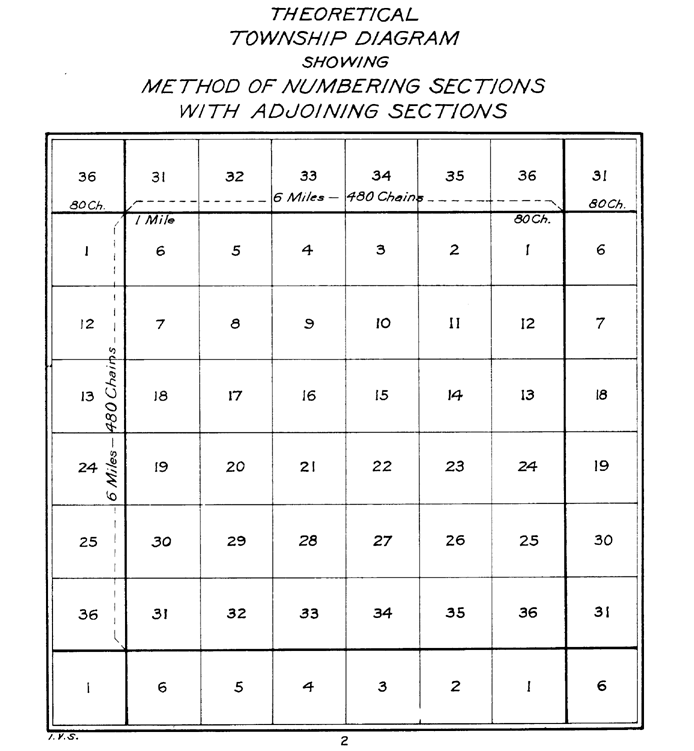
Figura 2. Aquest diagrama de l' Oficina General de Terres mostra la secció teòrica d'una població (township) d'aixecament topogràfic estàndard.

Sempre s'utilitza un descriptor d'ubicació específic i concís en el qual les poblacions i les seccions s'indexen en funció de:
- 1) la posició de la població respecte del punt inicial;
- 2) la ubicació de la secció dins de la població designada;
- 3) el meridià principal de referència.
La població, el rang i la secció s'abreuen com a T, R i S, respectivament, i els punts cardinals des del punt inicial per N, S, E i W; cada meridià principal també té la seva abreviatura establerta. Així, per exemple, la descripció "T1SR20E S13 MDM" diu el següent: Township 1 South, Range 20 East, Section 13, Mount Diablo Meridian. És a dir, la secció 13 del primer township al sud de la línia de base (en aquest cas, la línia de base del mont Diablo) i el township 20 a l'est del meridià principal (el meridià del mont Diablo). Atès que les línies de la població (township) i de la gamma estan a sis milles de distància, la part "T1SR20E" de la designació situa a l'instant la ubicació entre zero i sis milles al sud de la línia de base i a 114 i 120 milles a l'est del meridià principal. Sabent com es numeren les seccions dins dels townships, s'identifica la secció 13 que ocupa la milla quadrada situada entre 2 i 3 milles al sud i entre 119 i 120 milles a l'est del punt inicial del Mont Diablo (al centre de Califòrnia). Cal tenir en compte que les seccions dins d'un township estan numerades amb el patró no convencional anomenat de Bustrofedon (Fig. 2), en què les files alternes es numeren en direccions oposades, començant des de la secció 1 a l'angle nord-est i acabant amb la secció 36 a l'angle sud-est, com segons la figura 2. Per tant, el tram 13 és adjacent a la línia de rang oriental del township designat. La numeració en aquest patró garanteix que les seccions seqüencials numèricament dins del mateix township siguin físicament adjacents i comparteixin límits colineals.

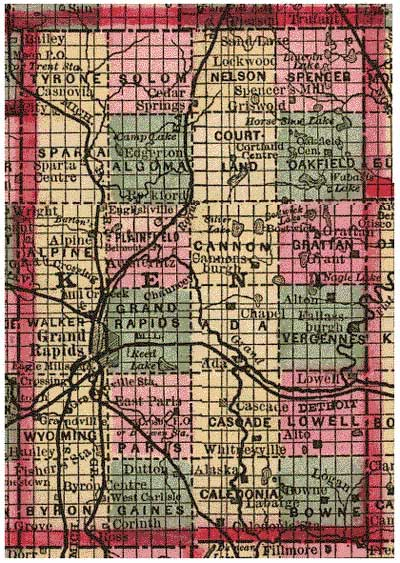
Figura 3. Comtat de Kent, Michigan el 1885 com a exemple de PLSS, que mostra 24 municipis i subdivisions de seccions amb designació de noms.

### Mesurament
Les distàncies sempre es van mesurar en cadenes i baules, basant-se en la cadena de mesura de 66 peus d' Edmund Gunter. La cadena, una cadena de metall real, estava formada per 100 enllaços, cadascun de 7.92 polzades (201 mm) de llarg. Vuitanta cadenes constitueixen una milla topogràfica dels EUA (que es diferencia de la milla internacional en uns quants mil·límetres). Hi havia dos cadeners, un a cada extrem, que prenien físicament les mesures, un d'ells normalment també actuava com a "compassman" per establir el punt cardinal correcte a cada col·locació de cadena. A les zones boscoses, era essencial per a un ràpid progrés i precisió que el cadener principal seguís el punt cardinal correcte en tot moment, ja que no era possible redreçar la cadena sense fer marxa enrere al voltant dels arbres i tornar a mesurar. També calia mantenir el nivell de la cadena horitzontal, ja que totes les distàncies de topografia es basen en la distància horitzontal, no en la inclinada. En terrenys escarpats, això significava escurçar la cadena i aixecar un extrem de la cadena respecte a l'altre, o tots dos. A les zones on no era possible mesurar per cadena, com ara terrenys extremadament costeruts o obstruccions d'aigua, les distàncies es van calcular per triangulació.

### Monumentalització
La monumentació és l'establiment d'objectes permanents sobre el terreny que marquen les ubicacions exactes dels punts i les línies principals de l'aixecament topogràfic. Són els marcadors legalment vinculants utilitzats per establir les línies de propietat i, com a tal, són el treball culminant de qualsevol aixecament. Consten tant de monuments cantoners com d'objectes accessoris propers que els fan de testimonis. Els objectes testimonis permeten als topògrafs i propietaris posteriors trobar la ubicació original del monument a la cantonada en cas que el monument fos destruït. No era estrany que els okupes o els propietaris destruïssin els monuments de cantonada si sentien que la definició oficial de la terra amenaçaria la seva ocupació. Per aquest motiu, la destrucció de monuments cantoners o els objectes testimonis que els acompanyen era, i encara és, un delicte federal.
A les cantonades, s'estableixen monuments cantoners per marcar la seva ubicació exacta a terra. Com passa amb la majoria de les especificacions PLSS, les de la monumentació de cantonada també van canviar amb el temps. Al segle xix, els monuments eren habitualment un munt de roques, un pal de fusta o una combinació dels dos. Els arbres es podrien utilitzar si la cantonada caigués al lloc exacte on creixia. Al segle xx, es van requerir tubs d'acer amb taps, sostinguts per munts de roca (figura 4). Els testimonis poden ser arbres, roques o trinxeres excavades a terra; les seves ubicacions exactes respecte a la cantonada, i les marques que s'hi fan, també es registren a les notes de camp oficials de l'agrimensor. Els arbres testimonis a les cantonades s'anomenen més comunament arbres portants perquè s'havia d'enregistrar la distància exacta i el rumb des de la cantonada fins a ells (així com el tàxon i el diàmetre).

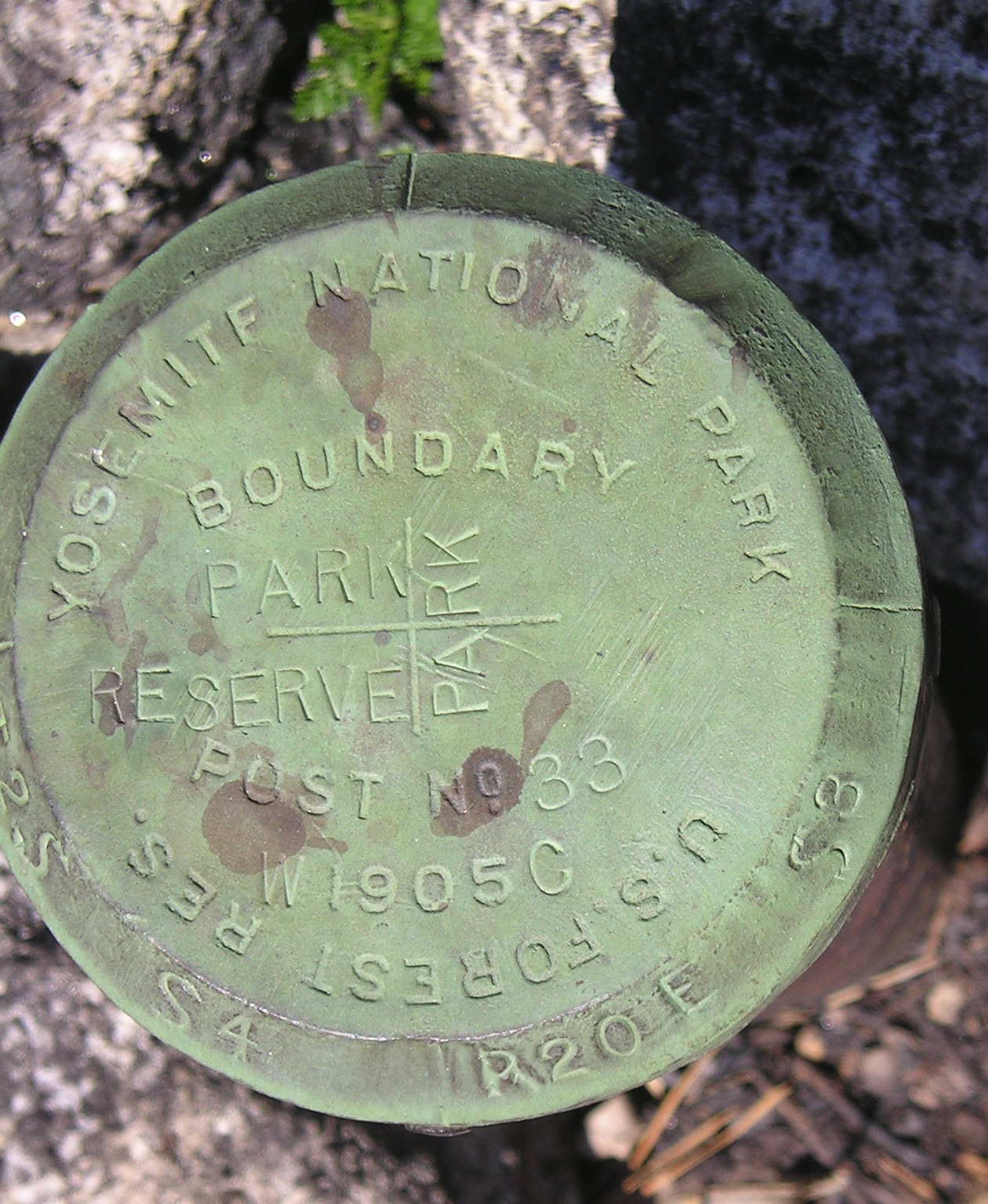
Figura 4. La tapa fosa i estampada en una canonada de monument a la cantonada, a l'oest del parc nacional de Yosemite, col·locada l'any 1905 durant el reestudi dels límits del parc

A cada arbre que portava, normalment es requerien dues flames, una a l'alçada del pit i fàcilment visible, i una altra a nivell del terra (en cas que l'arbre fos tallat il·legalment, la soca restant). A la fusta exposada de l'incendi, els aparelladors havien d'inscriure, amb cisells de fusta, la informació del municipi, l'abast i la secció, normalment en dos o quatre arbres que portaven, si es trobaven a una distància raonable de la cantonada (no s'especificava al principi però més tard). establert a un màxim de 3 cadenes (178 peus, 60 metres) de distància). Els arbres que porten són de vital importància no només per a aquests propòsits de límit de la terra, sinó també per al seu ús pels ecologistes en l'estimació de les condicions històriques de la vegetació forestal abans de l'assentament i la pertorbació humana a gran escala de la terra. Les dades proporcionades en aquestes enquestes proporcionen una estimació definitiva de la composició i l'estructura del bosc original i, per tant, les dades s'han utilitzat molt.
Al llarg de les línies de demarcació, la monumentació era molt menys elaborada, i consistia principalment només en la cremada parcial i algunes marques senzilles traçades directament sobre els arbres just a la línia de demarcació, o molt a prop d'ella. L'objectiu era ajudar a retraçar una línia de demarcació si fos necessari. També va ser una prova addicional que la línia s'havia executat correctament, especialment en aquells casos en què la informació pertinent de l'arbre de la línia incendiada (espècie, diàmetre i distància de la cantonada anterior) es va registrar a les notes de camp, com sovint es requeria.

### Informació a registrar
Els registres conservats pels topògrafs durant l'execució de l'obra van variar al llarg del temps. A més, també va variar fins a quin punt els agrimensors individuals van complir realment els requisits o recomanacions en aquell moment. La següent és una llista dels elements paisatgístics i de topografia més habituals que eren requerits o sol·licitats durant gran part del segle xix.
- La longitud precisa de cada traçat de línia, anotant-ne tots els desplaçaments necessaris, amb el seu motiu i mode.
- L'espècie i el diàmetre de tots els "arbres portadors", amb el recorregut i la distància dels mateixos des de les seves respectives cantonades; i la posició relativa precisa dels racons testimonis als racons veritables.
- Les classes de materials (terra o pedra) amb què es construeixen els túmuls —el fet d'estar condicionats segons instruccions— amb el recorregut i la distància de les "foses", des del centre del túmul, on cal desviar-se de la regla general.
- El nom, el diàmetre i la distància a la línia a tots els arbres que talla la línia.
- La distància a la qual la línia es creua primer i després deixa la reclamació i millora de cada colon; praderia; riu, rierol o un altre "fons"; o caiguda de pantà, aiguamoll, arbreda i vent, amb el curs del mateix als dos punts d'intersecció; també les distàncies de pujades, cims i baixades de tots els turons i carenes notables, amb els seus cursos i alçada estimada, en peus, per sobre de la terra plana del país circumdant, o per sobre dels fons, barrancs o aigües a prop dels quals es troben. situat.
- Tots els corrents d'aigua que travessa la línia; la distància en línia als punts d'intersecció i les seves amplades en línia. En els casos de rieres navegables, es comprovarà la seva amplada entre els angles dels meandres, tal com s'estableix a la capçalera corresponent.
- La superfície del terreny, ja sigui plana, ondulada, trencada o muntanyosa.
- El sòl, ja sigui de primera, segona o tercera categoria.
- Les diverses espècies de fusta i sotabosc, en l'ordre en què predominen.
- Les terres del fons s'havien de descriure com humides o seques, i si estan subjectes a inundacions, indicar a quina profunditat.
- Fonts d'aigua, ja siguin fresques, salines o minerals, i el curs de la riera que en brolla.
- Llacs i estanys, descrivint les seves ribes i indicant la seva alçada, i també la profunditat de l'aigua i si és pura o estancada.
- Pobles i pobles; pobles indis i wigwams; cases o cabanes; camps, o altres millores; plantacions de sucre, campaments de sucre, seients de molins, fargues i fàbriques.
- Bancs o llits de carbó; terres de torba o gespa; minerals i minerals; amb una descripció particular de la qualitat i l'extensió, i totes les excavacions per tant; també fonts salades i llepa. Tota la informació fiable que es pogués obtenir respecte a aquests objectes, fossin o no en la línia immediata, havia de figurar a la descripció general al final de les notes.
- Camins i senders, amb les seves adreces, on i on.
- Ràpids, cataractes, cascades o caigudes d'aigua, amb l'alçada de la seva caiguda en peus.
- Precipicis, coves, embornals, barrancs, pedreres de pedra, cornisas de roques, amb el tipus de pedra que ofereixen.
- Curiositats naturals, fòssils interessants, petrifaccions, restes orgàniques; obres d'art antigues, com ara túmuls, fortificacions, terraplens, séquies o objectes de naturalesa semblant.
- La variació de l'agulla s'ha d'anotar en tots els punts o llocs de les línies on es trobi qualsevol canvi material de variació, i la posició d'aquests punts s'ha d'identificar perfectament a les notes.

La taula següent indica algunes conversions de distància i àrea al PLSS:
|                              | Dimensions </br> (milles) | </br> (mi 2) | Àrea </br> (acres) | </br> (m 2) | </br> (km 2) | Notes                                   |
| ---------------------------- | ------------------------- | ------------ | ------------------ | ----------- | ------------ | --------------------------------------- |
| Quadrangle/control           | 24 per 24                 | 576          | 368,640            |             | 1,490        | Normalment són 16 poblacions (township) |
| Poblacions                   | 6 per 6                   | 36           | 23,040             |             | 93.2         | Normalment 36 seccions                  |
| Secció                       | 1 per 1                   | 1            | 640                |             | 2.59         |                                         |
| Mitja secció                 | 1 per1⁄2                  |              |                    |             |              |                                         |
| Quart de secció              | per                       |              |                    |             |              |                                         |
| La meitat de quart de secció | per                       |              |                    |             |              |                                         |
| Quart de quart de secció     |                           |              |                    |             |              |                                         |

| Name                               | Adopted | Initial point                                                      | State(s)                                                         |
| ---------------------------------- | ------- | ------------------------------------------------------------------ | ---------------------------------------------------------------- |
| Black Hills Meridian               | 1878    | 43° 59′ 44″ N, 104° 03′ 16″ O / 43.99556°N,104.05444°O             | South Dakota                                                     |
| Boise Meridian                     | 1867    | 43° 22′ 21″ N, 116° 23′ 35″ O / 43.37250°N,116.39306°O             | Idaho                                                            |
| Chickasaw Meridian                 | 1833    | 35° 01′ 58″ N, 89° 14′ 47″ O / 35.03278°N,89.24639°O               | Mississippi                                                      |
| Choctaw Meridian                   | 1821    | 31° 52′ 32″ N, 90° 14′ 41″ O / 31.87556°N,90.24472°O               | Mississippi                                                      |
| Cimarron Meridian                  | 1881    | 36° 30′ 05″ N, 103° 00′ 07″ O / 36.50139°N,103.00194°O             | Oklahoma                                                         |
| Copper River Meridian              | 1905    | 61° 49′ 04″ N, 145° 18′ 37″ O / 61.81778°N,145.31028°O             | Alaska                                                           |
| Fairbanks Meridian                 | 1910    | 64° 51′ 50.048″ N, 147° 38′ 25.94″ O / 64.86390222°N,147.6405389°O | Alaska                                                           |
| Fifth Principal Meridian           | 1815    | 34° 38′ 45″ N, 91° 03′ 07″ O / 34.64583°N,91.05194°O               | Arkansas, Iowa, Minnesota, Missouri, North Dakota & South Dakota |
| First Principal Meridian           | 1819    | 40° 59′ 22″ N, 84° 48′ 11″ O / 40.98944°N,84.80306°O               | Ohio & Indiana                                                   |
| Fourth Principal Meridian          | 1815    | 40° 00′ 50″ N, 90° 27′ 11″ O / 40.01389°N,90.45306°O               | Illinois                                                         |
| Fourth Principal Extended Meridian | 1831    | 42° 30′ 27″ N, 90° 25′ 37″ O / 42.50750°N,90.42694°O               | Minnesota & Wisconsin                                            |
| Gila and Salt River Meridian       | 1865    | 33° 22′ 38″ N, 112° 18′ 19″ O / 33.37722°N,112.30528°O             | Arizona                                                          |
| Humboldt Meridian                  | 1853    | 40° 25′ 02″ N, 124° 07′ 10″ O / 40.41722°N,124.11944°O             | California                                                       |
| Huntsville Meridian                | 1807    | 34° 59′ 27″ N, 86° 34′ 16″ O / 34.99083°N,86.57111°O               | Alabama & Mississippi                                            |
| Indian Meridian                    | 1870    | 34° 29′ 32″ N, 97° 14′ 49″ O / 34.49222°N,97.24694°O               | Oklahoma                                                         |
| Kateel River Meridian              | 1956    | 65° 26′ 16.374″ N, 158° 45′ 31.01″ O / 65.43788167°N,158.7586139°O | Alaska                                                           |
| Louisiana Meridian                 | 1807    | 31° 00′ 31″ N, 92° 24′ 55″ O / 31.00861°N,92.41528°O               | Louisiana                                                        |
| Michigan Meridian                  | 1815    | 42° 25′ 28″ N, 84° 21′ 53″ O / 42.42444°N,84.36472°O               | Michigan & Ohio                                                  |
| Mount Diablo Meridian              | 1851    | 37° 52′ 54″ N, 121° 54′ 47″ O / 37.88167°N,121.91306°O             | California & Nevada                                              |
| Navajo Meridian                    | 1869    | 35° 44′ 56″ N, 108° 31′ 59″ O / 35.74889°N,108.53306°O             | Arizona                                                          |
| New Mexico Principal Meridian      | 1855    | 34° 15′ 35″ N, 106° 53′ 12″ O / 34.25972°N,106.88667°O             | Colorado & New Mexico                                            |
| Montana Principal Meridian         | 1867    | 45° 47′ 13″ N, 111° 39′ 33″ O / 45.78694°N,111.65917°O             | Montana                                                          |
| Salt Lake Meridian                 | 1855    | 40° 46′ 11″ N, 111° 53′ 27″ O / 40.76972°N,111.89083°O             | Utah                                                             |
| San Bernardino Meridian            | 1852    | 34° 07′ 13″ N, 116° 55′ 48″ O / 34.12028°N,116.93000°O             | California                                                       |
| Second Principal Meridian          | 1805    | 38° 28′ 14″ N, 86° 27′ 21″ O / 38.47056°N,86.45583°O               | Illinois & Indiana                                               |
| Seward Meridian                    | 1911    | 60° 07′ 37″ N, 149° 21′ 26″ O / 60.12694°N,149.35722°O             | Alaska                                                           |
| Sixth Principal Meridian           | 1855    | 40° 00′ 07″ N, 97° 22′ 08″ O / 40.00194°N,97.36889°O               | Colorado, Kansas, Nebraska, South Dakota & Wyoming               |
| Saint Helena Meridian              | 1819    | 30° 59′ 56″ N, 91° 09′ 36″ O / 30.99889°N,91.16000°O               | Louisiana                                                        |
| Saint Stephens Meridian            | 1805    | 30° 59′ 51″ N, 88° 01′ 20″ O / 30.99750°N,88.02222°O               | Alabama & Mississippi                                            |
| Tallahassee Meridian               | 1824    | 30° 26′ 03″ N, 84° 16′ 38″ O / 30.43417°N,84.27722°O               | Florida & Alabama                                                |
| Third Principal Meridian           | 1805    | 38° 28′ 27″ N, 89° 08′ 54″ O / 38.47417°N,89.14833°O               | Illinois                                                         |
| Uintah Meridian                    | 1875    | 40° 25′ 59″ N, 109° 56′ 06″ O / 40.43306°N,109.93500°O             | Utah                                                             |
| Umiat Meridian                     | 1956    | 69° 23′ 29.654″ N, 152° 00′ 04.55″ O / 69.39157056°N,152.0012639°O | Alaska                                                           |
| Ute Meridian                       | 1880    | 39° 06′ 23″ N, 108° 31′ 59″ O / 39.10639°N,108.53306°O             | Colorado                                                         |
| Washington Meridian                | 1803    | 30° 59′ 56″ N, 91° 09′ 36″ O / 30.99889°N,91.16000°O               | Mississippi                                                      |
| Willamette Meridian                | 1851    | 45° 31′ 11″ N, 122° 44′ 34″ O / 45.51972°N,122.74278°O             | Oregon & Washington                                              |
| Wind River Meridian                | 1875    | 43° 00′ 41″ N, 108° 48′ 49″ O / 43.01139°N,108.81361°O             | Wyoming                                                          |

Basant-se en la data de publicació del manual BLM de 1973 i la referència a l'esferoide de Clarke de 1866 a la secció 2-82, es creu que les coordenades enumerades es troben a la dada NAD27.

## Impacte social

### Concessions de terrenys per al ferrocarril

Il·lustració de la disposició de la concessió de terrenys del ferrocarril.

La Pacific Railroad Act del 1862, signada pel president Abraham Lincoln, va ser la primera gran concessió de terres específicament per al ferrocarril transcontinental. Aquesta llei va proporcionar terrenys públics topografiats per a un dret de pas del ferrocarril per construir sistemes ferroviaris, i milions d'acres per recaptar el capital necessari per construir i mantenir els futurs ferrocarrils.
Es van concedir deu milles quadrades de terreny a cada costat de la via ferroviària proposada per cada milla de ferrocarril completat. Es va utilitzar el PLSS per a la mesura. Cada llarg d'una milla de ferrocarril completat era semblant a una secció. Tant per als ferrocarrils que circulaven predominantment cap a l'est i l'oest com per als nord-sud, es va assignar un rang de 10 milles (16 km) de seccions d'una milla quadrada a cada banda dels 400 peus (120 metres) del dret de pas. El terreny es va concedir en seccions alternes (una milla quadrada), amb cada secció senar que anava a la companyia ferroviària i cada secció parell conservada pel govern. Això va crear un patró en escaquer al llarg dels ferrocarrils proposats. Se suposava que d'aquesta manera es garantia que l'accés al ferrocarril augmentaria el valor tant de les seccions concedides pel ferrocarril com de les seccions propietat del govern. El sistema va ser ideat pel senador Stephen A. Douglas, amb el suport polític del senador Jefferson Davis.

### Educació
Segons la llei de 1785, la secció 16 de cada població (township) havia de ser reservada per a finalitats escolars i, com a tal, sovint s'anomenava secció escolar. La secció 36 també es va afegir posteriorment com a secció escolar als estats de l'oest. Els diferents estats i comtats van ignorar, alterar o modificar aquesta disposició a la seva manera, però l'efecte general prevista era una garantia que les escoles locals tinguessin ingressos i que les escoles comunitàries estarien ubicades al centre per a tots els nens. Un exemple d'adjudicacions de terres fetes específicament per a l'educació superior és el College Township d'Ohio.

### Frau de demarcació
Es va tenir notícia de nombrosos incidents de demarcació fraudulenta o mal executada a gairebé tots els estats. La naturalesa remota de la terra que s'estava topografiant, sens dubte, va permetre que es produís un frau. El frau més notori, a gran escala i costós va ser perpetrat pel Benson Syndicate, que va operar principalment a Califòrnia a la dècada de 1880.

### Adopció del sistema mètric
El PLSS es considera un dels principals punts d'objecciò per l'adopció del sistema mètric als Estats Units, que és encara avui un dels pocs països que no l'han adoptat, i l'únic amb pes econòmic i demogràfic. El PLSS ha utilitzat la cadena de Gunter com a mesura bàsica. Al Canadà, però, on la demarcació de terres es basa en les mateixes unitats de mesura que als EUA, el sistema mètric es va adoptar sense cap problema.
"... les mesures de cada parcel·la dels Estats Units s'han fet en acres, peus i polzades, i es registren públicament amb els títols de la terra segons el sistema de registre propi d'aquest país". —Franklin Institute of Philadelphia (1876).
Aquest és l'argument que s’esgrimeix perquè la redefinició dels límits de la propietat podria crear una gran quantitat de problemes legals i confusió dels propietaris. Moltes lleis locals de zonificació es defineixen en peus/ peus quadrats. La conversió d'unitats per als agrimensors no és senzilla i sovint calen decisions complexes (com ara factors de conversió no universals, conversions suaus/dures, arrodoniment de nombres, etcètera).

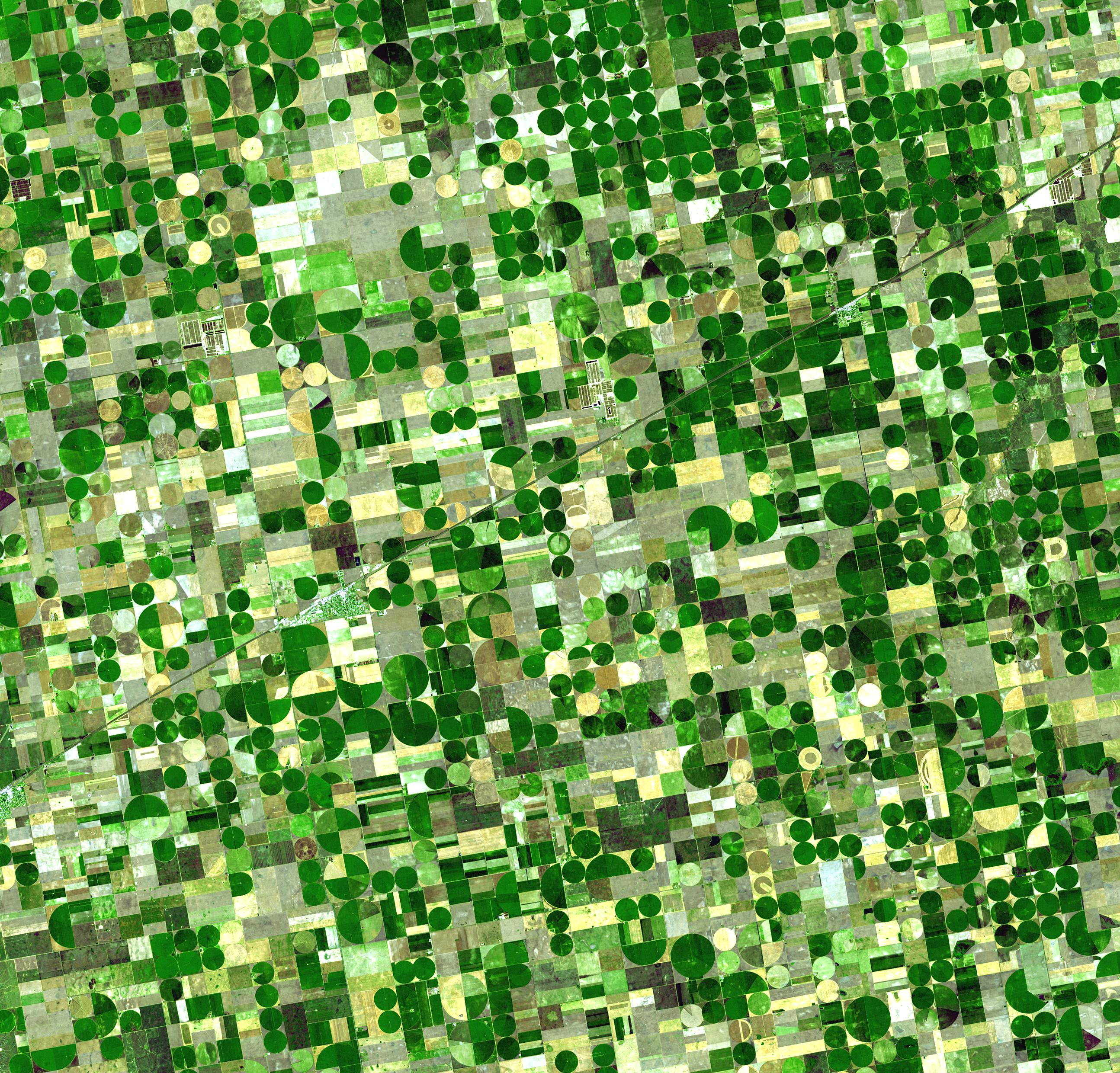
Terres de conreu a Kansas dividides en quarts de seccions

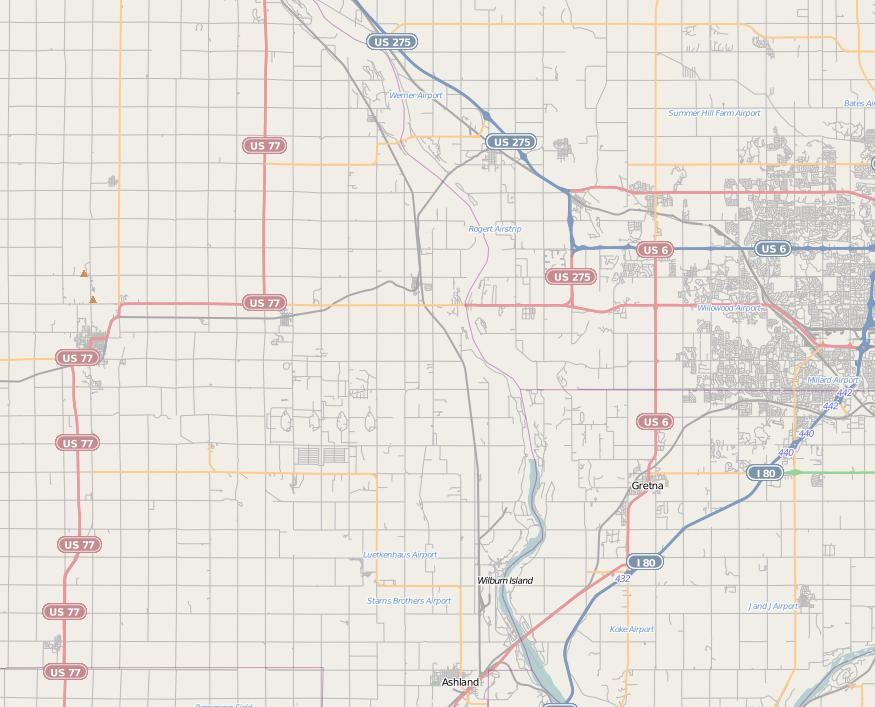
Exemple de sistema viari en una zona PLSS; Nebraska

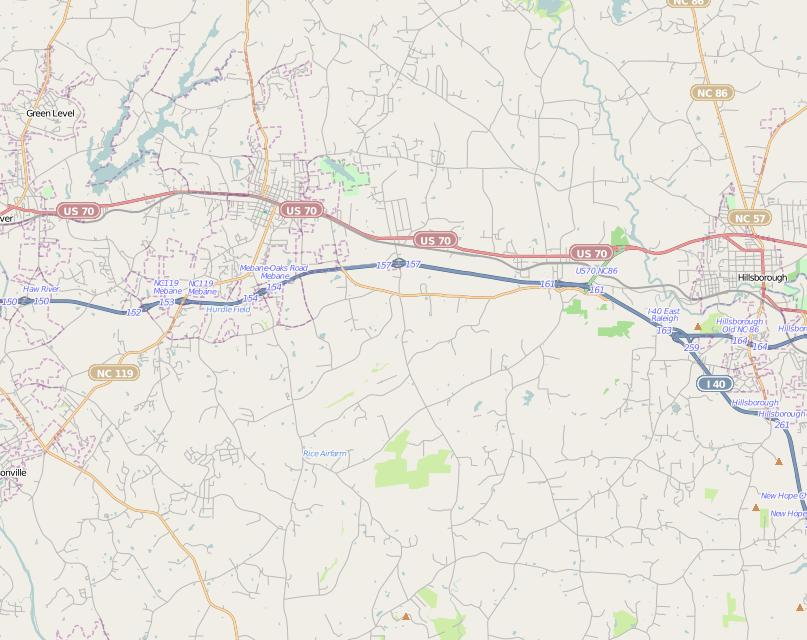
Exemple de sistema viari en una zona no PLSS; Carolina del Nord

### Disseny urbà
Com que les carreteres s'han traçat normalment al llarg dels límits de la secció separades una milla (1,6 km), les zones urbanes en creixement han adoptat quadrícules de carreteres amb mançanes o súper-mançanes d'una milla de llargada com a xarxa de carrers principals. Aquestes carreteres a les zones urbanes es coneixen com a carreteres de línia de secció, generalment dissenyades principalment per a viatges amb automòbil i d'ús limitat o prohibit per a viatges no motoritzats. Als suburbis posteriors a la Segona Guerra Mundial, el desenvolupament comercial s'ha produït en gran manera al llarg i a les interseccions d'aquestes artèries principals, mentre que la resta de les antigues seccions quadrades d'una milla s'han omplert generalment de desenvolupament residencial, així com escoles, instal·lacions religioses i parcs. Un exemple d'això és el Mile Road System de Detroit, Michigan.
De tant en tant, i amb més freqüència als suburbis interiors de la postguerra d'una regió metropolitana que a les zones exteriors, les artèries es troben a intervals d'aproximadament mitja milla. Aquesta estructura urbana (o suburbana) estrictament regimentada ha coincidit amb la pràctica igualment estricta de la zonificació euclidiana (anomenada així per la ciutat d'Euclid, a Ohio, que va guanyar un cas del Tribunal Suprem dels EUA el 1926 (el cas Village of Euclid, Ohio v. Ambler Realty Co.) que va establir la constitucionalitat de la zonificació. En la zonificació euclidiana, l'ús d'una propietat està dictat i regulat per la normativa de zonificació en districtes, els límits dels quals sovint es basen en la ubicació de les artèries.
A l'oest dels Apalatxes, els sistemes de carreteres segueixen sovint l'estructura de quadrícula PLSS. Els resultats poden ser interseccions de 90 graus i trams molt llargs de carreteres rectes.

### A la cultura popular
El sistema de demarcació territorial és una part important de la història i la cultura nord-americanes. Entre altres coses, les frases fetes "40 inferiors", "40 davant", "40 posteriors" i "40 acres i una mula”, que de vegades se senten a les pel·lícules americanes, fan referència al quart d'una secció. El "40 inferior" en un quart de secció que es troba a la cota més baixa, és a dir, en el sentit en què l'aigua drena. El "40 inferior" és freqüentment la ubicació o la direcció d'un rierol o un estany. La frase "40 acres and a mule" va ser la compensació apòcrifament promesa per l'Oficina dels Lliberts després de la Guerra Civil Americana.
L'assentament (homesteading), que és un element bàsic de la cultura occidental nord-americana, depenia del PLSS. A la Homestead Act original de 1862, durant l'administració de Lincoln, a cada colon se li van assignar 160 acres (65 Ha) de terra, o un quart de secció. Les esmenes posteriors de la Homestead Act van assignar més terrenys, fins a 640 acres (260 Ha), una secció. Aquesta va ser una bona revisió per aplicar a terres més seques o més desolades que les terres anteriors i més desitjables, que ja havien estat poblades. Moltes vegades, aquesta terra era més apta per a la ramaderia que per a l'agricultura.

## La Malla Jefferson a l'art
La facilitat amb què es pot inspeccionar la implantació de la malla jeffersoniana sobre el territori, sobretot des dels inicis dels vols de reconeixement territorial, ha fet desenvolupar diferents pràctiques artístiques que exploten la qualitat gràfica i el contrast natural/artificial que provoca. Aquestes pràctiques s'han incrementat en especial des de l'adveniment del sistema de fotografia global per satèl·lit, facilitada per aplicacions com Google Maps.
Un exemple és el treball de l'artista israelià Shabtai Pinchevsky, que es va interessar pel sistema nord-americà en forma d'escaquef de delimitació de municipis, barris i parcel·les a partir del 2014. Un altre exemple és Gerco de Ruijter, un fotògraf holandès conegut pel seu treball de documentació de quadrícules i altres signes de geometria induïda per l'home en el paisatge, des d'explotacions forestals holandeses fins a sistemes de reg pivotant. En el cas de la malla jeffersoniana ha fet sèries centrant-se en les seves excepcions (que anomena Grid Corrections), donant-li a aquest nou focus un aire irònic.